# 채드 파우스트
채드 파우스트(Chad Faust, 1980년 7월 14일 ~ )는 캐나다의 배우이다.

## 출연 작품
- 모뉴멘탈 (2018)
- 빌리어네어 보이즈클럽 (2018)
- 워터컬러 포스트카드 (2013)
- 디센트 (2007)
- 히어로즈 (2006)
- 니어링 그레이스 (2006)
- 타마라 (2005)
- 세이브드 (2004)
- 4400 (2004)
- 사랑의 캔버스 (2003)
- 뱅, 뱅, 넌 죽었다 (2002)
- 트라이 세븐틴 (2002)
- CSI - 마이애미 (2002)